# Chiara Schnidrig
Chiara Schnidrig (* 2000) ist eine Schweizer Tänzerin.

## Leben
Chiara Schnidrig wuchs im Kanton Wallis auf. 2020 schloss sie die Sportschule Kollegium Brig mit der Berufsmaturität Wirtschaft und Dienstleistung ab. Seither arbeitet sie hauptberuflich als Tänzerin, Tanzpädagogin, Choreographin und Kulturschaffende.
Sie ist anerkannte J+S-Leiterin für Gymnastik und Tanz für Kinder und Jugendliche. Seit 2015 unterrichtet sie Kinder, Jugendliche und Erwachsene in der Region. Seither choreografiert sie auch für Shows sowie Videoproduktionen, leitet Showgruppen und organisiert eigene Projekte. Schnidrig war regelmässig auf der Bühne zu sehen, ausserdem war sie Teilnehmerin und Coach an nationalen und internationalen Tanzwettbewerben in den Stilen Contemporary, Jazz, Showdance und Hip-Hop.
Sie war in einigen internationalen, professionellen Produktionen tätig, darunter Tanzperformances, Musicals und eine Operette.
Schnidrig erweiterte ihre praktischen Fähigkeiten als Koordinatorin des Tanzfestes Brig, als Administratorin in der Tanzwerkstatt Fame, als Vereinspräsidentin von React Production (React Dance Crew) und als Vorstandsmitglied des Vereins Tanznetzwerk Wallis. Sie war zudem Mitgründern des Tanz-Freestyle-Labels Dance Dynasty.

## Auszeichnungen
- 2021: 1. Platz beim Tanzwettbewerb «I have a Dream» in der Kategorie Profi Gruppen (erhalten mit der React Dance Crew)
- 2022: Sonderpreis der Filmkampagne «Just Say it» (erhalten mit der React Dance Crew)
- 2023: 3. Platz IDO Jazz Schweizermeisterschaft in der Kategorie Jazz Small Groups Adults (erhalten mit der Tanzschule dTn)
- 2023: 1. Platz Fotowettbewerb Jugend&Sport im Monat Oktober (erhalten mit der React Dance Crew)
- 2023: 1. Platz Rotary Jugendkreativpreis in der Kategorie Gruppe (erhalten mit der Fame Dance Company)
- 2023: 1. Platz bei der Vorausscheidung der Swiss Dance Tour in Conthey in der Kategorie Small Groups (erhalten mit der React Dance Crew)
- 2023: IDO Vizeschweizermeisterin Contemporary in Kategorie Profi Solo Adults (erhalten mit der Tanzschule dTn)
- 2024: IDO Schweizermeister Showdance in der Kategorie Profi Duo Adults mit Oscar Cuellar (erhalten mit der Tanzschule dTn)
- 2024: Top 10 an der GDO Weltmeisterschaft in Apeldoorn in der Kategorie Contemporary Solo Adults
- 2025: Rising Star Award von Dancersspace.com

## Interviews
- Fernsehbericht über die Organisation des Schweizer Tanzfestes in Brig 2025
- Interview zum Sieg des Rising Star Awards
- Fernsehbericht über die Teilnahme an der GDO Contemporary Weltmeisterschaft in Apeldoorn – 10. Platz für die Schweiz
- Fernsehbericht über die Organisation des Schweizer Tanzfestes in Brig 2024
- Fernsehbericht über die Organisation des ersten professionellen Allstyles Battles «Dance Dynasty» im Oberwallis
- Fernsehbericht über die Teilnahme an der IDO Contemporary Weltmeisterschaft in Belgien – 61. Platz für die Schweiz